# Rojin Matsuki
Rojin Matsuki (japanisch 松樹 路人 Matsuki Rojin, geboren 16. Januar 1927 in der Präfektur Hokkaidō; gestorben 19. Dezember 2017) war ein japanischer Maler im Yōga-Stil.

## Leben und Wirken
Rojin Matsuki machte 1947 seinen Abschluss in der Abteilung für Westliche Malerei an der „Tōkyō bijutsu gakkō“ (東京美術学校), einer der Vorläufereinrichtungen der heutigen Universität der Künste Tokio.
1950 konnte Matsuki auf der Ausstellungsreihe der Künstlergemeinschaft „Dokuritsu bijutsu kyōkai“ (独立美術協会) ausstellen, 1960 wurde er Mitglied der Gesellschaft. 1977 wurde er Professor an der Kunsthochschule Musashino. 1996 ging er in den Ruhestand, wobei die Universität ihn als Meiyo Kyōju verabschiedete.
1973 wurde er mit dem „Yasui-Shō-Kasaku-shō “ (安井賞展佳作賞) ausgezeichnet. 1981 folgte der „Tōgō-Seiji Bujutsukan shŏ“ (東郷青児美術館大賞), als der Preis des dem Maler Tōgō Seiji gewidmeten Kunstmuseums. 1987 erhielt er den „Miyamoto-Saburō-Gedächtnispreis“ (宮本三郎記念賞), benannt nach dem Künstler Miyamoto Saburō, für sein Werk „Bijutsu gakkō – moderu no ichinichi“ (美術学校―モデルの一日) – „Kunstschule – ein Tag eines Modells“.